# Neutrosofie
Neutrosofia este o nouă stiință din domeniul filozofiei care studiază originea, natura și scopul neutralităților, precum și interactiunea acestora cu diferite spectre de idei. Neutrosofia a fost introdusa de Florentin Smarandache în 1995.
Această teorie consideră fiecare noțiune sau idee A împreună cu opoziția sau negația acesteia Anti-A și spectrul de neutralități Neut-A (de pilda noțiuni sau idei care se găsesc între cele două extreme și care nu susțin nici ideea A nici pe Anti-A). Ideile Neut-A si Anti-A împreună sunt numite Non-A.
Conform acestei teorii, fiecare idee A are tendința de a fi neutralizată și balansată cu idei Anti-A și Non-A pentru menținerea echilibrului. La modul clasic A, Neut-A, Anti-A sunt disjuncte două câte două. Totuși, deoarece în multe cazuri limitele între noțiuni sunt destul de vagi, imprecise, se poate ca A, Neut-A, Anti-A (și desigur Non-A) să aibă de asemenea părți comune două câte două.
Neutrosofia stă la baza logicii neutrosofice, a mulțimilor neutrosofice, a probabilitătii și statisticii neutrosofice utilizate în aplicațiile inginerești (mai ales când este vorba de calcule software sau fuziune informatică), medicină, științele militare, cibernetică și fizică. 

## Logica neutrosofică
Logica neutrosofică este o încercare de unificare a multor logici existente. Ea generalizează logica fuzzy (mai ales cea intuiționistică). Ideea principală a logicii neutrosofice este aceea de a caracteriza fiecare propoziție logică într-un spațiu tridimensional neutrosofic, ale cărui dimensiuni reprezinta adevărul (A), falsul (F) și nedeterminarea (I) a propoziției considerate, unde A, F și I sunt submulțimi reale standard sau ne-standard ale intervalului ne-standard ]+0, 1+[.
În inginerie se poate utiliza doar intervalul clasic [0, 1]. A, F și I sunt componente independente care lasă loc informației incomplete (când suma lor superioară este mai mică decât 1), paraconsistente sau contradictorii (când suma lor superioară este mai mare ca 1), sau informații complete (când suma superioară a acestora = 1). De exemplu, o propoziție poate fi între [0,4, 0,6] adevărată, (0.1) sau între (0.15, 0.25) nedeterminată, iar între (0,1, 0,2) falsă.

## Mulțimea neutrosofică
Mulțimea neutrosofică generalizează mulțimile fuzzy (mai ales cele intuiționistice). Fie U universul de discurs, iar M o mulțime inclusă în U. Un element x din U va fi corelat cu mulțimea M astfel: {\displaystyle x(A,I,F)} și va apartine mulțimii M în felul următor: aparține multimii M în procent de a%, nu aparține mulțimii M în procent de f%, și procentul nedeterminat (nu se știe dacă aparține sau nu aparține mulțimii M) este de i%, unde "a" variază în A, "f" variază în F, și "i" variază în I.
Static, A, I și F sunt submulțimi, dar dinamic A, I și F sunt funcții/operatori care depind de mai mulți parametri cunoscuți sau necunoscuți.

## Probabilitatea neutrosofică
Probabilitatea neutrosofică este o generalizare a probabilității clasice și a probabilității imprecise, când posibilitatea ca evenimentul A să se întâmple este a% adevarată, unde "a" variază în submulțimea A, i% nedeterminată, unde "i" variază în submulțimea I, și f% falsă, unde "f" variază în submulțimea F.
În probabilitatea clasică nsup < = 1, in timp ce in probabilitatea neutrosofică n_sup <= 3+. Probabilitatea imprecisă înseamnă probabilitatea ca un eveniment să fie o submulțime A în [0, 1], nu un număr p în [0, 1], ceea ce rămâne se consideră să fie contrariul, submulțimea F (de asemenea din intervalul [0, 1]); nu există mulțimea nedeterminată I în probabilitatea imprecisă.

## Statistica neutrosofică
Statistica neutrosofică constă în analiza evenimentelor descrise de către probabilitatea neutrosofică. Este o generalizare a statisticii clasice. Funcția care modelează probabilitatea neutrosofică a unei variabile aleatoare este numită distribuție neutrosofică:
{\displaystyle NP(x)=[A(x),I(x),F(x)]}, unde {\displaystyle A(x)} reprezintă probabilitatea ca valoarea x să apară, {\displaystyle F(x)} reprezintă probabilitatea ca valoarea x să nu apară, iar {\displaystyle I(x)} reprezintă probabilitatea nedeterminată/necunoscută a valorii x de a apărea sau a nu apărea.

## Aplicații
În multe proiecte de software, logica, mulțimile, probabilitatea și statistica neutrosofică înlocuiesc frecvent logica fuzzy, mulțimile fuzzy, și probabilitatea și statistica clasică. 